# 任各庄镇
任各庄镇，是中华人民共和国河北省唐山市丰润区下辖的一个乡镇级行政单位。

## 行政区划
任各庄镇下辖以下地区：
任各庄村、宋各庄村、前泥河村、曹信庄村、鲁庄子村、东龙虎庄村、西龙虎庄村、光新庄子村、肘各庄村、新张庄村、后泥河村、新庄子村、陶立营村、车轴山大街村、车轴山小庄子村、车轴山前营村、纪镇屯村、孟家营村、大麻各庄村、小麻各庄村、刘福庄村、南张庄子村、白沫子村、杨富庄村和大孙庄子村。